# Velký Blaník (přírodní rezervace)
Přírodní rezervace Velký Blaník byla vyhlášena v roce 1992 v rozloze 84,68 ha na kopci Velký Blaník (638 m n. m.) Správou CHKO Blaník k ochraně bukového porostu ve vyšších partiích kopce. Nachází se poblíž obce Louňovice pod Blaníkem, jižně od města Vlašim v okrese Benešov. Na vrcholu kopce stojí turistická chata s dřevěnou rozhlednou. Kopec je tvořen převážně moldanubickými ortorulami, které tvoří v PR Velký Blaník některé zajímavé skalní útvary a balvanové proudy.
Spodní část Velkého Blaníku je zalesněna druhotnými smrkovými lesy, bukový les původnější druhové skladby je zachován ve vyšších partiích kopce. Z význačnějších živočichů se zde vyskytují například plž zemoun skalní (Aegopodis verticillus), pavouk Kratochviliella bicapitata, nosatec Magdalis carbonaria.
Kopec Velký Blaník má poměrně bohatou historii a své nepostradatelné místo v českých pověstech, během české historie se taktéž stal inspirací některých významných uměleckých děl. Patří mezi nejnavštěvovanější turistické cíle CHKO Blaník a nejnavštěvovanější přírodní rezervaci v Česku vůbec.

## Historie a vývoj lokality

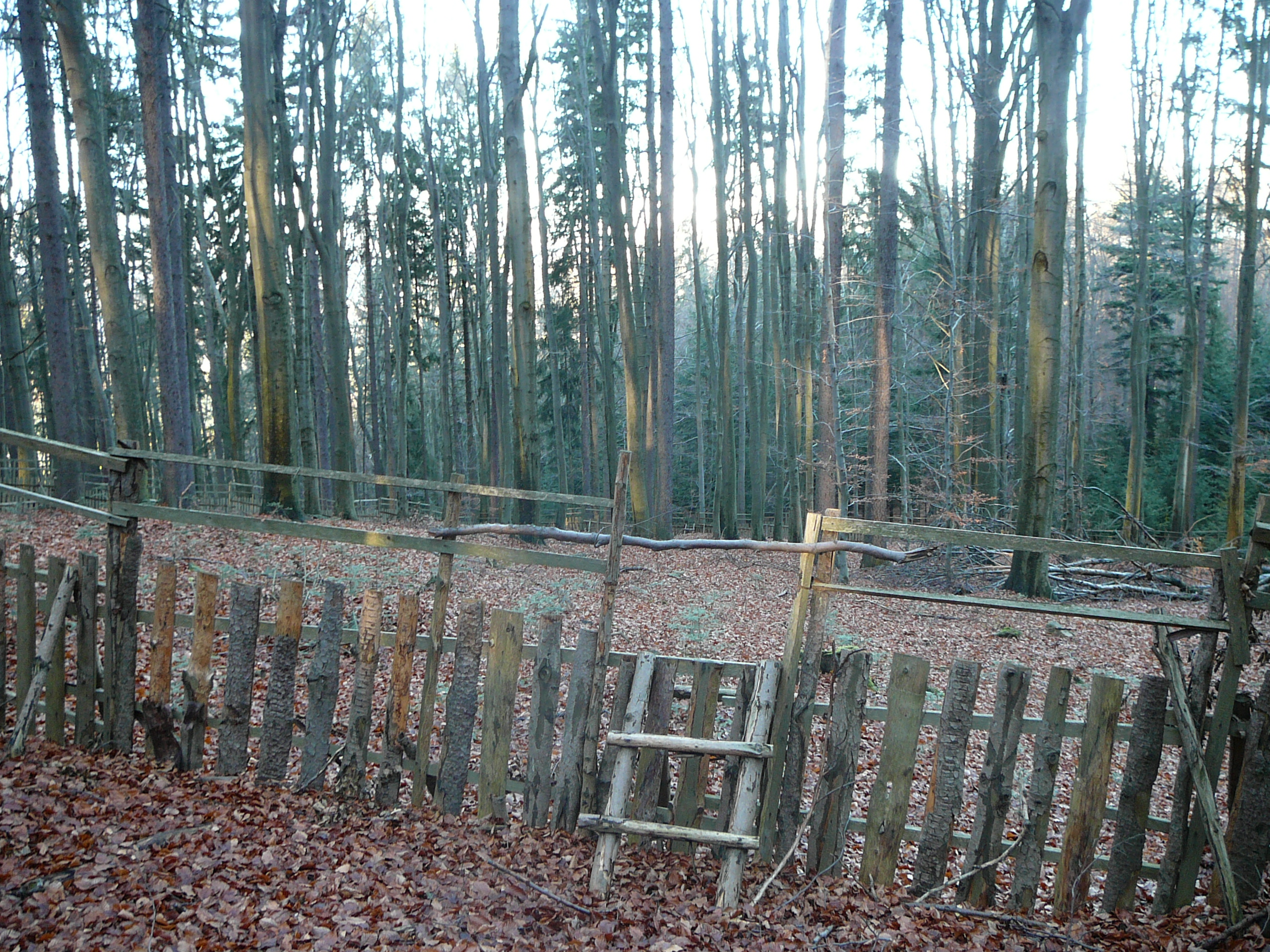
Jedna z oplocenek, ve kterých probíhá sledování vlivu zvěře na přirozenou obnovu lesa

V době před 2400 lety bylo území PR Velký Blaník pravděpodobně nezalesněné a nacházelo se zde keltské halštatsko-laténské hradiště. Během středověku byl kopec pokryt lesem, ve kterém byl výrazně zastoupen buk, a v některých obdobích zde probíhalo pařezinové hospodaření. Dnešní, více než 40% zastoupení smrku, má původ na počátku 20. století, kdy byl k obnově lesa používán právě smrk. Ve 20. století také významně ustoupila jedle, která se zde ještě v 19. století vyskytovala hojně, avšak dnes ji zde v dospělých lesních porostech nalezneme jen ojediněle.
V roce 1941 byla na vrcholu kopce Velký Blaník postavena dřevěná rozhledna ve tvaru husitské hlásky, která na Velký Blaník dodnes přitahuje turistický ruch. Řízená ochrana území Velkého Blaníku začala v roce 1981, kdy byla vyhlášena CHKO Blaník, v jejímž přibližném středu se Velký Blaník nachází. V oplocenkách, které vybudovala Správa CHKO, probíhá sledování vlivu zvěře na přirozenou obnovu lesa a v roce 1988 byly založeny dvě monitorovací plochy ke sledování epigeonu, sněhových a dešťových srážek a imisních vlivů. PR Velký Blaník byla vyhlášena po dalších jedenácti letech.

### Pověst
K Velkému Blaníku se vztahuje pověst o blanických rytířích, kteří v nitru kopce spí. Tito rytíři prý na rozkaz Sv. Václava vyrazí Českým zemím na pomoc, až jim bude nejhůře. Blíže se touto pověstí zabývá článek Velký Blaník. Pověst o blanických rytířích se odráží v hudbě B. Smetany, v literárních dílech A. Jiráska a J. Vrchlického i ve výtvarném umění J. Mařáka. Z oblasti PR Velký Blaník také pochází základní kámen Národního divadla.

## Přírodní poměry

### Klimatické podmínky, geologické podloží a půda
Průměrná roční teplota na území PR Velký Blaník je 6,8 °C a průměrné roční srážky dosahují 632 mm.

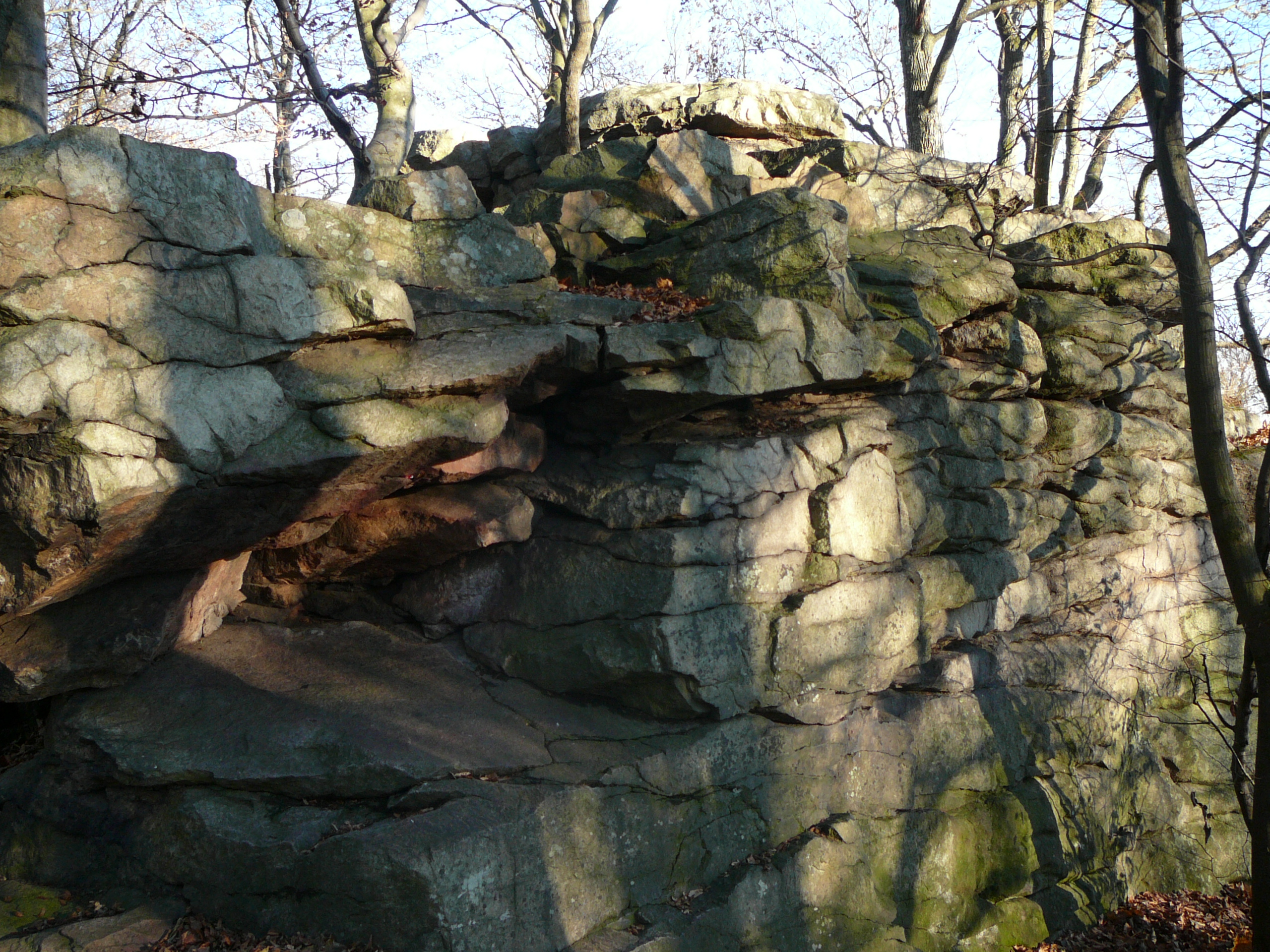
Ukázka deskovité odlučnosti ortorul na skalním výchozu poblíž rozhledny

Výrazný hřbet Velkého Blaníku je tvořen od SV k JZ hrástí moldanubických ortorul. Severní část kopce je tvořená převážně muskovitickými nebo biotit-muskovitickými ortorulami s turmalínem, které často přecházejí do pegmatitů. Zbytek kopce je tvořen muskovit-biotitickými ortorulami. Dozvuky intruzivních procesů, které vedly ke vzniku masivu Blanické ortoruly, pravděpodobně souvisejí s vytvořením zlatonosného ložiska v oblasti Roudného jihozápadně od Velkého Blaníku. V PR Velký Blaník lze spatřit četné odhalené skalní výchozy s typickými ukázkami deskovité odlučnosti ortorul při zvětrávání, mrazové sruby a balvanové proudy.
Půda zde má balvanitý povrch a na většině území převažují kambizemě, na skalních výchozech se místy ve velmi slabých vrstvách tvoří rankerové půdy.

### Flóra

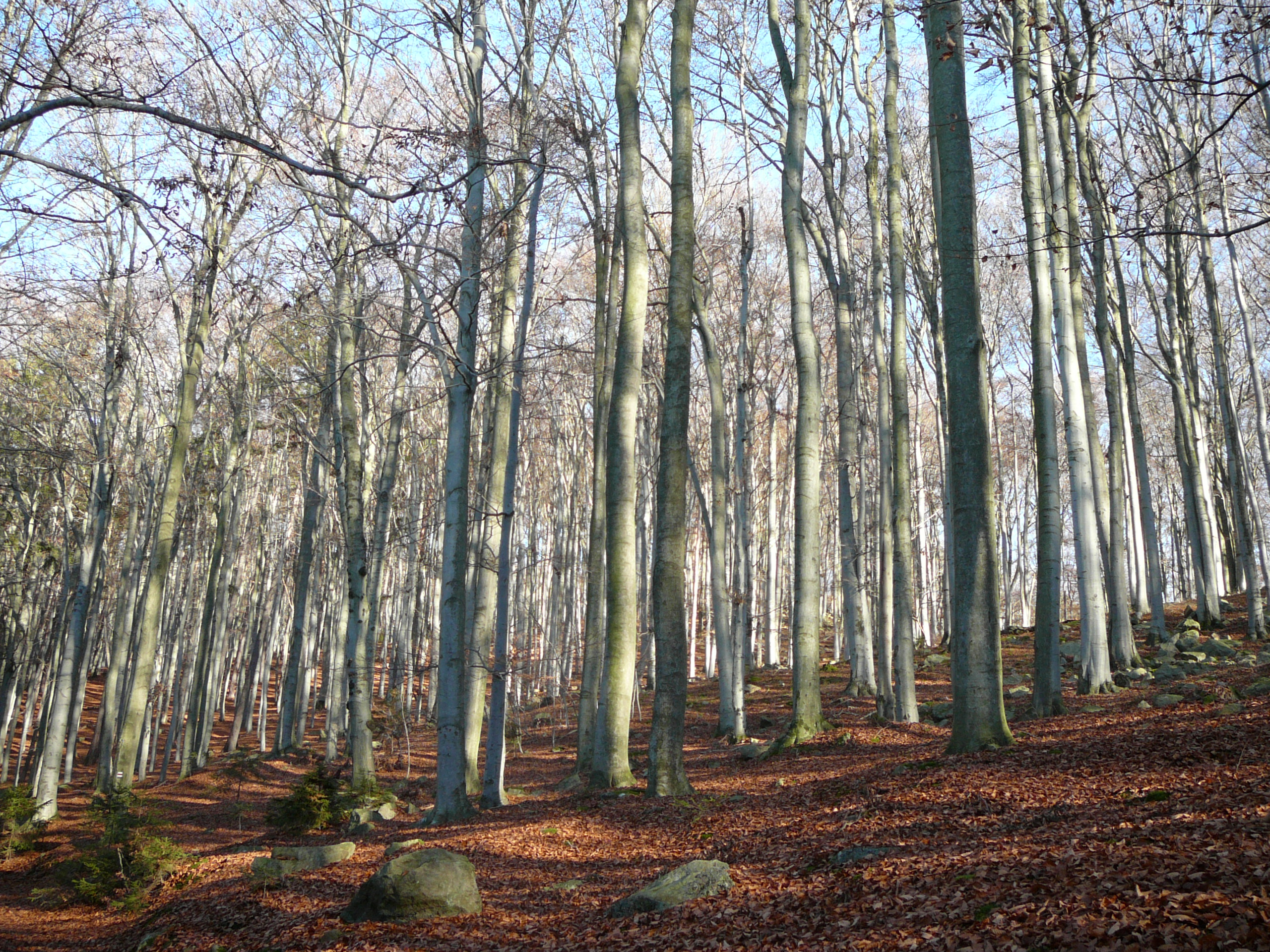
Acidofilní bučina ve vyšších partiích kopce

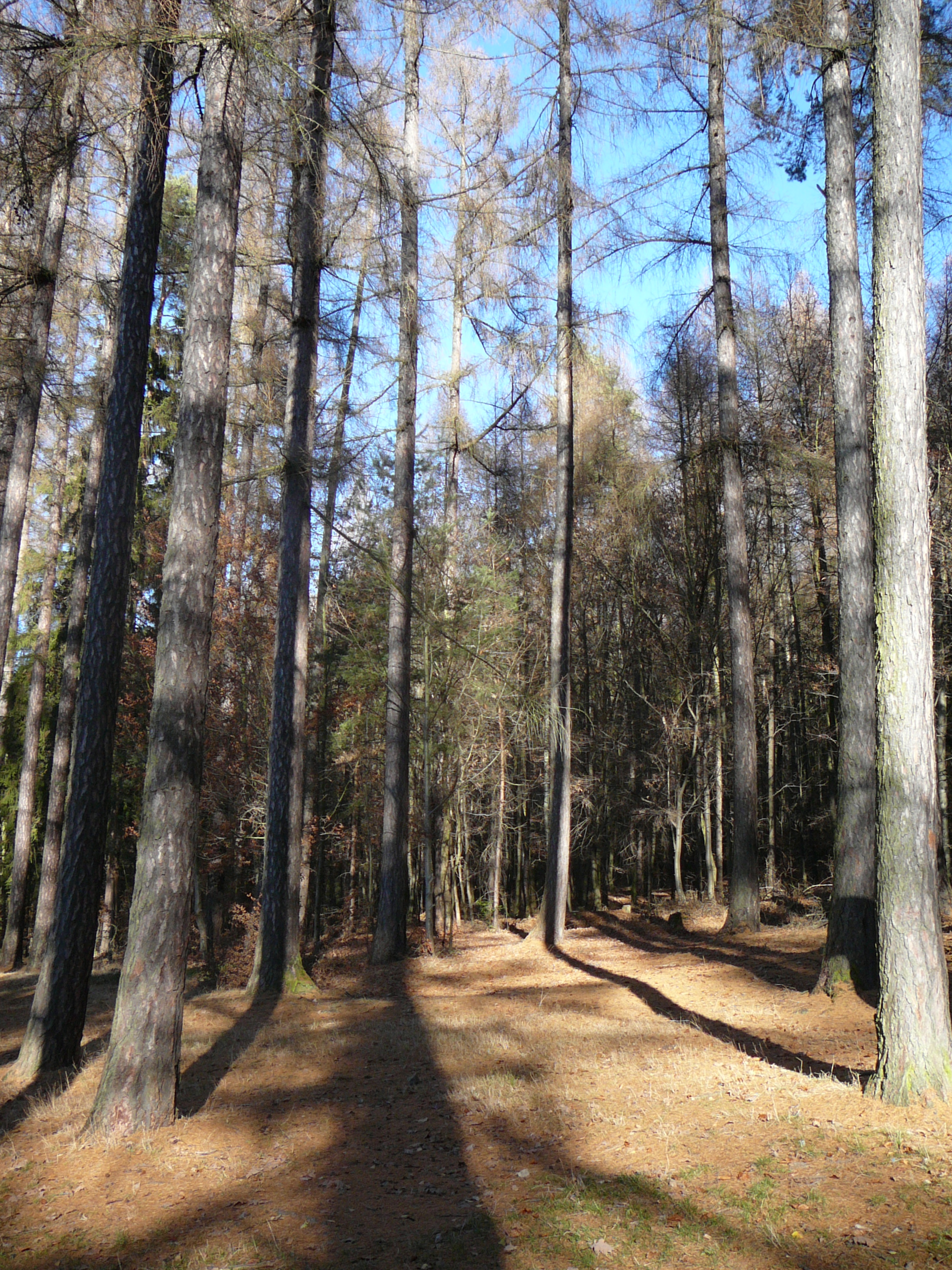
Smrková monokultura s větším výskytem borovice na úpatí kopce

Bukové lesy původnější druhové skladby při vrcholu kopce jsou řazené do pásma ochranných lesů. Na jihovýchodních a jižních suťových partiích kopce jsou zajímavé porosty habru, javoru klen, lípy a jilmu. Na úpatí kopce se rozkládá smrková monokultura s výskytem borovice jakožto snaha o obnovení lesa po kalamitě, která zničila bukový porost v těchto místech. Bylinný podrost je zde typický pro druhově chudé acidofilní bikové bučiny (Luzulo-Fagion) na minerálně chudém horninovém podloží, vyskytují se zde i diagnostické druhy květnatých bučin, a to na úpatích skal a v dolních částech suťových polí. Ze zdejších nejzajímavějších druhů bylin můžeme jmenovat například plavuň pučivou (Lycopodium annotinum), věsenku nachovou (Prenanthes purpurea), pšeníčko rozkladité (Millium effusum), samorostlík klasnatý (Actaea spicata), bažanku vytrvalou (Mercurialis perennis) a vraní oko čtyřlisté (Paris quadrifolia).

### Fauna
Poměrně cenná je tato rezervace také ze zoologického pohledu. Především se zde vyskytuje plž zemoun skalní (Aegopodis verticillus), který je zařazen do Červené knihy. Vyskytuje se zde také přes 200 druhů pavouků, z nichž jedním z nejvzácnějších je Kratochviliella bicapitata. Z dalších zajímavých nebo chráněných druhů zde nalezneme nosatcovitého brouka Magdalis carbonaria nebo druhy Acalles camelus, Acalles commutatus a Echinodera hypocrita, které dokládají kontinuální trvání lesa. Z ptáků zde nalezneme například holuba doupňáka (Columba oenas), holuba hřivnáče (C. palumbus), jestřába lesního (Accipiter gentilis), kalouse ušatého (Asio otus), výra velkého (Bubo bubo), krutihlava obecného (Jynx torquilla), lejska šedého (Muscicapa striga), lejska malého (Ficedulla parva), šoupálka dlouhoprstého (Certhia familiaris) a šoupálka krátkoprstého (Certhia brachydactyla). Z plazů se zde vyskytuje například slepýš křehký (Anguis fragilis), ještěrka obecná (Lacerta agilis) a objevuje se zde i zmije obecná (Vipera berus). Skokan hnědý (Rana temporaria) je zde jedním ze zástupců obojživelníků. Z obratlovců zde můžeme vidět například veverku obecnou (Sciurus vulgaris), a to obě její formy, červenohnědou i hnědočernou, nebo zbytkovou populaci muflonů (Ovis musimon).

## Dosavadní ochrana a současná ohrožení
Místní bukové porosty jsou zařazené do genové základny Velký Blaník a využívají se jako regionální zdroj osiva pro obnovu zdejších lesů, během které se nevyužívají nepůvodní dřeviny (včetně modřínu). Na PR Velký Blaník se vztahuje prioritní cíl Správy CHKO Blaník, že v 1. zóně CHKO Blaník nebude v cílové skladbě žádné zastoupení nepůvodních dřevin.
Negativní vliv na přirozenou obnovu lesa má zdejší nepůvodní populace muflonů, a to kvůli vyšší intenzitě okusu. Plán péče na období 2003 – 2013 mimo jiné navrhuje zakotvení povinnosti úplné likvidace zbytkové mufloní populace do smlouvy o pronájmu honitby jakožto řešení tohoto problému. Řadu negativních vlivů dále přináší turismus převážně přitahovaný provozem rozhledny. Zejména jde o pokusy o vjezd na území PR na koních, motocyklech a terénních vozidlech, sešlap půdy a obnažování kořenů stromů, vjezd na terénních bicyklech, nepovolené lezení po skalách (to je problém zejména v době hnízdění ptáků), nepovolené rozdělávání ohňů a odhazování odpadků.

## Turistika
PR Velký Blaník patří díky pověsti o blanických rytířích k nejnavštěvovanějším přírodním rezervacím v Česku. Druhým turistickým lákadlem je již zmíněná rozhledna umístěná na vrcholu kopce, ze které je možný kruhový rozhled do širokého okolí za hranice CHKO.
Přes rezervaci vede červená turistická značka z Louňovic pod Blaníkem do obce Kondrac, mezi Louňovicemi a vrcholem kopce je ještě odbočka této značky směrem do PR Malý Blaník. Na této značce je také umístěná 4 kilometry dlouhá naučná stezka "S rytířem na Blaník" o 14 zastaveních a 17 speciálních zastaveních pro děti, provedenými více interaktivní formou – tato stezka zahrnuje prudké stoupání těsně před vrcholem kopce, kam se dá dostat pohodlnější, ale mírně delší cestou. Na vrchol kopce vede také zelená turistická značka z obce Načeradec.

## Fotogalerie

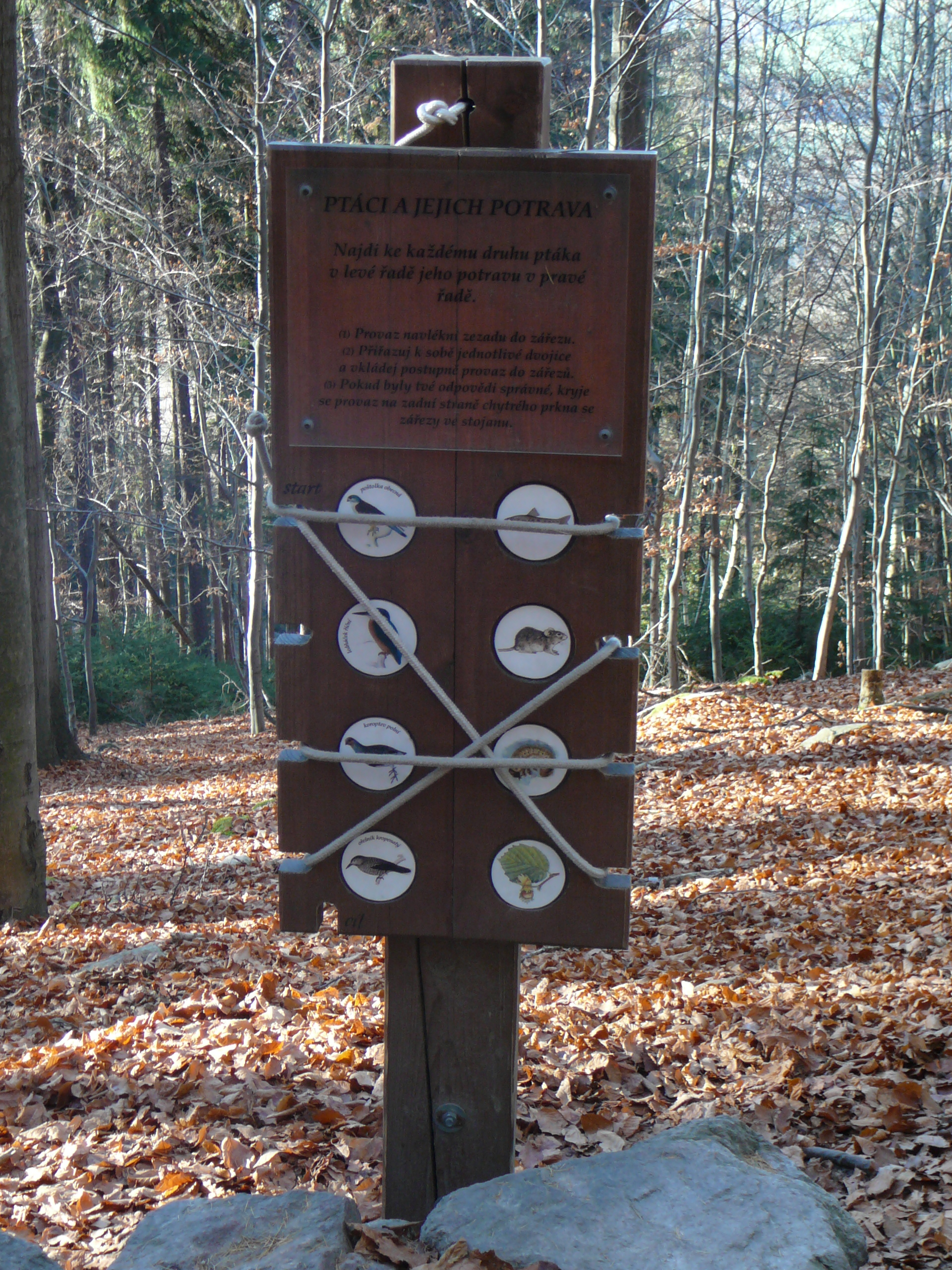
Jedno z interaktivních dětských zastavení naučné stezky
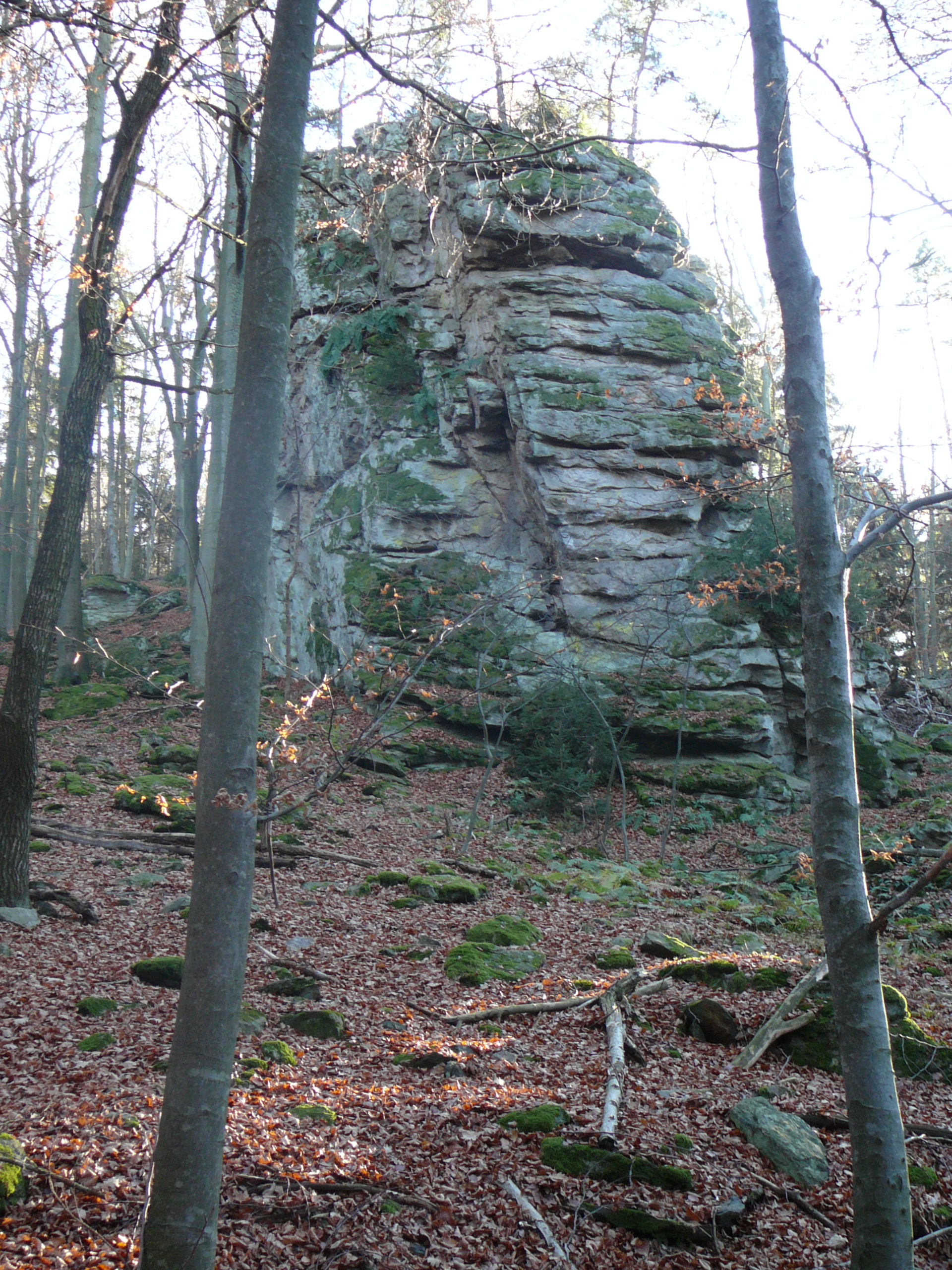
tzv. Veřejová skála
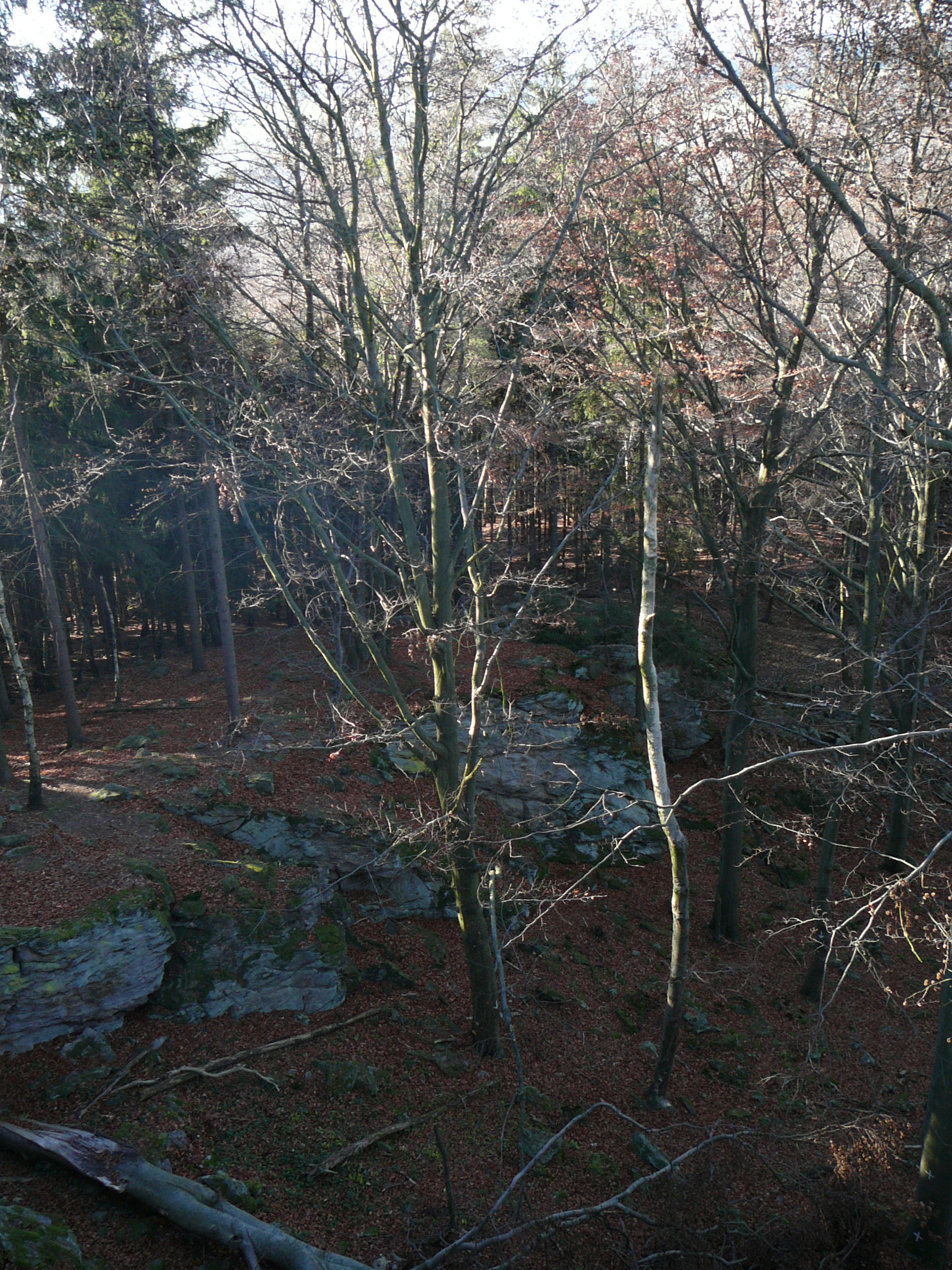
Skalní výchoz v PR Velký Blaník